# Personnages récurrents dans Les Experts : Manhattan
L'article suivant est une liste des personnages récurrents et mineurs de la série télévisée Les Experts : Manhattan.

## Personnages récurrents
- Haylen Becall (Sarah Carter)  (depuis la saison 6), est une nettoyeuse de scène de crime appartenant à une société qui a contracté avec le laboratoire. Elle a toujours voulu travailler au laboratoire du NYPD depuis qu'un voisin a empoisonné son chat lorsqu'elle était enfant. Malgré les coupes budgétaires, dont il résulte un gel des nouveaux emplois, elle réussit à obtenir de la part du New York State Police (en) une recommandation et réussit à être embauchée à temps partiel comme technicienne de laboratoire. Adam Ross est effrayé car elle pourrait le remplacer un de ces jours, heureusement pour lui, le FBI embauche Haylen dans Défense d'entrer et sortir, ce qui rassure Adam, bien qu'il aurait aimé travailler pour le FBI.

- Terrance Davis (Nelly) (depuis la saison 5), est un ancien membre de gang, reconverti en informateur confidentiel pour Don Flack. Flack a utilisé les services de Terrance de nombreuses fois jusqu'à ce qu'il n'en veuille plus lors de l'assassinat de sa petite-amie : Jessica Angell. La mort de Jessica a conduit Donald Flack dans un état d'alcoolisme et lorsque Flack s'est battu dans un état alcoolisé contre un criminel dans le Métro de New York, Terrance est intervenu et a sauvé la vie de Don Flack. Terrance en a plus tard parlé à Mac Taylor pour obtenir de l'aide (Cuckoo's Nest).

- Samantha Flack (Kathleen Munroe) (depuis la saison 4), il s'agit de la sœur dérangée de Flack qui a souvent un grand nombre d'activités illégales. Flack a essayé de nombreuses fois de reprendre le contact avec elle mais Samantha l'a toujours repoussé.

- Chef Brigham Sinclair (Mykelti Williamson) (depuis la saison 3), Il est le chef du laboratoire de Mac, il apparaît quand Mac est accusé d'avoir jeté le criminel Clay Dobson du toit d'un immeuble dans Sœur de sang. Depuis il suit beaucoup les enquêtes de Mac, il s'inquiète même dans la saison 5 quand la clé USB d'Ann Steel disparaît, cette clé contenait des informations sur lui et il avait peur que la presse en profite pour gâcher sa carrière. Il tente même dans La clé des meurtres d'alerter Mac du danger que représente Robert Dunbrook, un magnat de la presse que Mac soupçonne d'avoir volé la clé USB.

- Reed Garrett (Kyle Gallner) (depuis la saison 3), Reed est le fils de Claire la femme de Mac Taylor, il rencontre Mac alors qu'il suivait Stella Bonasera croyant que s'était sa mère, depuis Mac le considère un peu comme son fils, il donne quelquefois des informations aux experts lors de la Saison 3. Mais lors de la Saison 4, ayant son propre blogue il s'infiltre un peu dans l'enquête sur le Tueur au Taxi, ce qui embête quelque peu Mac, mais à force de vouloir plus d'information sur ce tueur en série, il se retrouve prisonnier du Tueur au Taxi, il est sauvé de justesse grâce à Mac et Stella. Comme Peyton Driscoll et Shane Casey il réapparait dans la saison 6, emmenant Mac à un témoin.

- Shane Casey (Edward Furlong) (depuis la saison 3), Shane Casey est l'un des plus dangereux criminels dont Mac et son équipe se sont occupés. Il a commença par assassiner deux des quatre personnes ayant témoigné contre son frère en 2003, l'une de ces quatre personnes étant Sheldon Hawkes.. Après les avoir tué il leur mettait un tee-shirt rempli de codes. Pourchassé par la police, Casey n'ose plus tuer de la même façon, il engage un homme qui a la même description que Sheldon Hawkes et met en scène la même scène de crime que celle qu'a fait son frère. Il réapparaît dans la saison 6, lorsqu'un homme a demandé à Sheldon de venir à la prison pour lui avouer que c'est lui qui a tué sa sœur. Grâce à une révolte des prisonniers, et avec la complicité d'un gardien, dont il menaçait de faire tuer la famille par son ancien compagnon de cellule, Shane se fait ensuite passer pour un officier grâce à la plaque de Danny. Il affronte le seul allié qu'avait Sheldon, toujours coincé dans la prison, mais celui-ci est tué par l'équipe de secours et Casey parvient à s'enfuir. Après un mois en cavale, Don Flack réussit à arrêter Casey lors du dernier épisode de la Saison 6, mais Shane réussit à s'échapper une fois de plus, et il laisse ensuite des billets codés derrière lui en se rapprochant de son objectif : tuer Danny Messer. Après avoir disparu en sautant du haut d'un phare, il réapparaît incroyablement chez Danny et Lindsay avec Lucy, la fille de Danny en otage, mais pour sauver sa famille Lindsay lui tire une balle dans le cœur, mettant fin aux exactions de Casey.

## Anciens personnages récurrents
- Jessica Angell (Emmanuelle Vaugier) (saisons 3 à 5), Jessica Angell est une policière qui apparaît au début de la saison 3. Elle aide les experts dans leurs enquêtes ; elle devient également la petite amie de Flack dans la saison 5. À la fin de cette saison, on lui tire dessus lors d'une tentative d'enlèvement, et elle est emmenée à l'hôpital par Flack mais elle meurt en salle d'opération. Flack n'hésite pas à tuer le tireur pour la venger[1].

- Robert Dunbrook (Craig T. Nelson) (saison 5) Robert Dunbrook est un grand homme de presse que Mac Taylor a soupçonné plusieurs fois de meurtres. Il apparaît dans La Grippe bleue, puis on le retrouve en train de pousser un homme par la fenêtre de son bureau. C'est là que Mac le soupçonne d'avoir volé la clé USB d'Ann Steel, puis il est soupçonné d'avoir monté une opération d'enlèvement, qu'il a fait enlever son fils Connor et d'avoir fait tuer Jessica Angell dans L'Adieu. Dans le premier épisode de la saison 6, Nouvel espoir, on aperçoit la photo de Dunbrook sur le mur du bureau de Mac quand il cherche celui qui a tiré sur eux dans un bar.

- Kendall Novak (Bess Wohl) (saison 4) Une technicienne du labo. Elle est particulièrement proche de Adam Ross.

- Jordan Gates (Jessalyn Gilsig) (saison 4), la coordinatrice pour la justice pénale du maire de New York. Sa subvention a contribué à reconstruire le laboratoire quand il a été détruit par l'explosion d'une bombe dans l'épisode Jour de neige. Elle a une bonne relation avec Mac depuis qu'il l'a aidée à empêcher son violent ex-mari de la harceler (DOA For A Day). Son ex-mari avait engagé une tueuse en série connue sous le nom de « Tueuse en série X » pour tuer Jordan mais Mac et son équipe ont réussi à l'arrêter (DOA For A Day).

- Rikki Sandoval (Jacqueline Piñol) (saison 4), l'occupante de l'appartement voisin de Danny. Ils ne se connaissaient pas très bien, mais alors que Danny avait emmené le fils de Rikki, Ruban, à l'église pour que sa bicyclette soit bénie, ils sont tombés dans une attaque à main armée dans une boutique. Dans l'échange de coups de feu, Ruban a été touché et tué (Jeu d'enfant). Le chagrin a rapproché Danny et Rikki et ils ont entamé une relation. Cela a provoqué de graves problèmes dans la relation de Danny avec Lindsay jusqu'à ce que Rikki annonce à Danny qu'elle déménageait dans un autre lieu pour commencer une nouvelle vie (Personal Foul).

- Quinn Shelby (Kristen Dalton) (saison 4), une employée de l'équipe des experts scientifiques du New Jersey. Il se révèle qu'elle éprouvait un sentiment amoureux pour Mac Taylor mais qu'elle n'a rien tenté lorsqu'il était avec son épouse, Claire.

- Andrew « Drew » Bedford (Kerr Smith) (saison 4), un homme riche et charmant qui rencontre Stella alors qu'elle travaille sur un cas concernant des pièces de monnaie anciennes (The Deep). Depuis, Drew a poursuivi Stella tout en lui envoyant des cadeaux, par exemple des parachutes, liés au thème de « tenter sa chance ». Stella a essayé à de nombreuses reprises d'informer Drew qu'elle n'était pas intéressée. Un jour une boîte pleine de pièces de puzzle se retrouve sur la voiture de Stella. Stella soupçonne immédiatement Drew jusqu'à ce qu'elle parle avec lui et que Drew la convainc qu'il n'était pas impliqué. Ultérieurement, il s'avère que les pièces du puzzle sont liées au passé de Mac (Un mariage et un enterrement). Comme Mac et son équipe le découvrent plus tard, Drew Bedford est en fait le frère d'un ami d'enfance de Mac, ami qui a été tué juste devant lui et que Mac était trop effrayé pour aider. Drew a commencé à appeler Mac chaque matin à 3h 33 en lui laissant des indices méthodiquement planifiés pour conduire Mac à sa ville natale, Chicago, pour confronter son passé (The Thing About Heroes...). Drew a été arrêté plus tard après avoir enlevé Mac.

- Commandant Stanton Gerrard (Carmen Argenziano) (saisons 3 à 4), un policier musclé qui ne prend pas de gants. Il est promu commandant et se sert de sa position pour interférer occasionnellement avec Mac et son équipe ou les intimider (épisodes 319, A Daze of Wine and Roaches; 321, Past Imperfect). Dans l'épisode 418, Admissions, Gerrard abat et tue un suspect qui a admis avoir violé sa fille de 17 ans.

- Docteur Peyton Driscoll (Claire Forlani) (saison 3), Peyton a rejoint la distribution au début de la troisième saison en tant médecin légiste originaire de Londres et partenaire amoureux de Mac (le personnage incarné par Sinise)[2]. Son personnage a un lien passé avec Sheldon Hawkes quand il était encore dans l'équipe des légistes. Peyton se sent coupable dans l'épisode Murder Sings the Blues lorsqu'elle indique accidentellement à Mac que Sheldon connaissait la victime d'un meurtre, avec la conséquence que Sheldon est réprimandé et retiré de l'enquête. Dans What Schemes May Come, Peyton est attaquée à la morgue par deux personnes qui ont volé un des corps. Plus tard, Peyton et Mac finissent par aller ensemble à Londres rencontrer la famille de Peyton. Dans la quatrième saison, elle retourne à Londres à plein temps, laissant à Mac une lettre d'adieu.

- Le médecin légiste de New York Dr. Marty Pino (Jonah Lotan) (saisons 2 et 5), qui est apparu dans trois épisodes (Trapped (211), Super Men (219) et Run Silent, Run Deep (220)) comme coroner de l'équipe de nuit. Surtout connu parce qu'il porte un maillot des New York Giants. Il a été lourdement impliqué dans une addiction au jeu et a eu de nombreuses dettes. Son collègue et supérieur, Dr. Sid Hammerback, le convainc d'épouser sa petite amie Anabel, qui remercie Sid lors du mariage. Les dettes de Pino prennent le dessus, et Sid est forcé de le licencier quand il contrefait des fiches d'heures supplémentaires. Dans Point de non retour, Anabel est découverte morte. L'enquête conduit à une combine de drogue menée par Marty qui a créé de l'héroïne à partir de drogués morts d'overdose. Dans un affrontement avec prise d'otages, Pino finit par se rendre après avoir été calmé par Sheldon et finalement persuadé par Sid, et il est arrêté pour trafic de drogue.

- Frankie Mala (Ed Quinn) (saison 2), ancien petit ami de Stella, sculpteur, et collectionneur d'art. Stella découvre que Frankie enregistrait leurs relations sexuelles et postait les films en ligne, et elle met fin à leur relation (Run Silent, Run Deep). Frankie commence à harceler Stella et finit par s'introduire dans son appartement où il l'attache et projette de la tuer. Stella réussit à s'échapper et dans la lutte qui s'ensuit avec Frankie, elle est contrainte de tirer et tue Frankie en légitime défense (All Access).

- Le Technicien de laboratoire Zack Shannon (David Julian Hirsh) (saison 2), un technicien dans le laboratoire des empreintes.

- Le médecin légiste de New York, Dr. Evan Zao (Ron Yuan (en)) (saison 2), il est censé remplacer Dr. Sheldon Hawkes comme légiste lorsque celui-ci devient un investigateur de terrain, mais apparaît seulement dans quatre épisodes, 201-204. Il révèle qu'adolescent il débarrassait les tables aux bals des débutantes (Zoo York).

- La technicienne de laboratoire Jane Parsons (Sonya Walger) (saisons 1 et 2), chef du laboratoire ADN.

- La détective criminelle de première classe de la Police de New York Kaile Maka (Kelly Hu) (saisons 1 et 2), accompagne parfois les Experts dans leurs enquêtes. Lors de sa première apparition avec Danny, Kaile vient juste de revenir au travail après avoir été blessée par balles au bras, affirmant qu'elle « déclenche encore les détecteurs de métaux » (Tri-Burough).

- Le technicien de laboratoire Leonard Giles (J. Grant Albrecht) (saison 1), chef du laboratoire technique, ancien coureur maintenant paralysé à partir de la taille.

- Le technicien de laboratoire Chad Willingham (Chad Lindberg) (saison 1), un technicien de laboratoire.